# Baljuwschap Voshol

Wapen van de heerlijkheid Voshol

Het baljuwschap Voshol  was een tot het graafschap Holland behorend baljuwschap.
Oorspronkelijk behoorde het gebied tot het baljuwschap Rijnland. In 1404 werd het gebied afgescheiden in samenhang met de verpanding van de hoge heerlijkheid aan het geslacht Brederode. Hoewel de heerlijkheid Voshol topologisch gelijk was aan het gelijknamige baljuwschap, waren het bestuurlijk geheel andere eenheden en behoorden de rechten aan andere heren.
Met de komst van de Bataafse Republiek in 1795 kwam er een einde aan het baljuwschap. Voshol bleef als heerlijkheid nog enige tijd bestaan.
Tot het baljuwschap behoorden de volgende ambachtsheerlijkheden:
1. Zwammerdam
2. Langeraar en Korteraar (Ter Aar)
3. Reeuwijk met Randenburg
4. De Tempel